# Angerstein (Dachstein)
Der Angerstein ist ein 2100 m ü. A. hoher Berg am Nordwestende des Gosaukamms im Dachsteingebirge an der Grenze zwischen den österreichischen Bundesländern Oberösterreich und Salzburg.
Dem Hauptgipfel ist der 2080 m hohe Südgipfel vorgelagert. Der Angerstein kann von der Bergstation der Gosaukammbahn, der Gablonzer Hütte, der Stuhlalm oder der Theodor-Körner-Hütte aus erreicht werden, der Normalweg führt über die Nordwestflanke (I+).
Die erste touristische Ersteigung gelang Ludwig Purtscheller am 28. Oktober 1888 durch die Ostflanke (I+).